# Száműzetés
A száműzetés a büntetés-végrehajtás egyik módja, amit az ókortól kezdve a modern korig alkalmaznak, elsősorban a nagy területtel rendelkező országok (Oroszország, Egyesült Államok, Kína), illetve a távoli gyarmatokkal rendelkezők (pl. Nagy-Britannia, Franciaország). A büntetés lényege, hogy az elítéltet valami távoli, kietlen területre viszik, ahol esetleg fő- vagy mellékbüntetésként kényszermunkát végeztetnek vele. A területet nem hagyhatja el.
A száműzetés egyik célja az adott személy fizikai eltávolítása, illetve ezáltal megalázása. A száműzött a számára kijelölt területen letelepedhet és munkát végezhet, akár családot is alapíthat, de korábbi lakhelyére a büntetésként kiszabott ideig nem térhet vissza.
Létezik önkéntes száműzetés is, amiben az adott személy elhagyja a hazáját, mert nem ért egyet annak politikájával, vagy mert ott üldöztetésnek van kitéve. Lehetséges az is, hogy a korábbi uralkodó vagy akár egy egész kormány politikai száműzetésbe vonul, abban a reményben, hogy befolyással lehetnek az elhagyott országra, vagy valamikor visszatérhetnek a hatalomba.